# Gwendoline (Chabrier)
Pour les articles homonymes, voir Gwendoline.
Gwendoline est un opéra d'Emmanuel Chabrier sur un livret de Catulle Mendès, composé en 1886. La première mondiale de l'œuvre a eu lieu le 10 avril 1886 au Théâtre de la Monnaie de Bruxelles sous la direction de Joseph Dupont.

## Histoire
Emmanuel Chabrier finit l'écriture de Gwendoline le 12 juin 1885. L'opéra est refusé à Paris. C'est pourquoi la première mondiale de l'œuvre a eu lieu le 10 avril 1886 au Théâtre de la Monnaie de Bruxelles sous la direction de Joseph Dupont.

## Argument
Aux temps barbares, des Danois envahissent la Grande-Bretagne. Le roi Harald épouse la princesse saxonne Gwendoline, dont il est amoureux. 
Lorsque les Saxons lancent une attaque déloyale et meurtrière contre Harald, Gwendoline choisit de mourir à ses côtés.

## Commentaires
L'opéra est tragique, dans la lignée de Carmen (1875) de Georges Bizet ou de Manon (1884) de Jules Massenet. 
L'influence de Richard Wagner s'y fait aussi sentir par son côté épique et son lyrisme intense.
Cette œuvre peut être considérée, avec Fervaal de Vincent d'Indy, Le Roi Arthus d’Ernest Chausson, Esclarmonde de Jules Massenet et Sigurd d'Ernest Reyer, comme l’un des principaux opéras français influencés directement par Richard Wagner. Néanmoins, d'Indy, Chausson, Massenet, Chabrier et Reyer adaptent le style du compositeur germain à leur manière propre, en conservant leurs personnalités très diverses. La manière si typique de Chabrier, présente dès son opéra-bouffe L'Étoile, se retrouve encore dans Gwendoline, même si L'Étoile peut être considérée comme une œuvre "offenbachienne" par son esprit.
Lorsque Gwendoline a été présentée à l'Opéra de Paris, Chabrier, déjà rongé par la maladie qui allait l'emporter prématurément, était atteint d'accès de folie. Il a même dit, au cours de la représentation : « elle est bien jolie cette musique, mais qui a bien pu la composer ? »

## Airs célèbres
L'ouverture, dramatique, brillante et wagnérienne est souvent enregistrée seule, parfois accompagnée de l'air « Ne riez pas ». C'est notamment le cas dans le disque enregistré par Michel Plasson avec Barbara Hendricks, édité par EMI.

## Distribution
| Rôle       | Tessiture | Première du 10 avril 1886 (Dir. : Joseph Dupont) |
| ---------- | --------- | ------------------------------------------------ |
| Gwendoline | soprano   | Élisa-Eugénie Thuringer                          |
| Armel      | ténor     | Pierre-Émile Engel                               |
| Erick      | ténor     | Franklin                                         |
| Aella      | baryton   | Gustave Seuille                                  |
| Harald     | bariton   | Charles Bérardi                                  |
| A Dane     | basse     |                                                  |

## Enregistrement
Adriana Kohutkova, Didier Henry, Gérard Garino, 
Chœur et Orchestre de la Philharmonie Nationale Slovaque
Direction Jean-Paul Penin
ED/Harmonia Mundi, 1996. Premier enregistrement mondial.